# Aeroportul Internațional Daegu
Aeroportul Internațional Daegu (IATA: TAE, ICAO: RKTN) este un aeroport din Dong-gu⁠(d), Daegu, Coreea de Sud ce deservește zona Daegu. Aeroportul a fost tranzitat în 2022 de 2.255.883 de pasageri. A fost numit după zona deservită.
Situat la o altitudine de 35 m, aeroportul dispune de 2 piste. Este operat de Korea Airports Corporation⁠(d).

## Infrastructură

### Piste
Aeroportul dispune de 2 piste. Pista are orientarea 13L/31R.Pista are orientarea 13R/31L.